# Новарупта
Новарупта (на английски: Novarupta) е нов вулкан на Алеутския хребет, в националния парк Катмай, на полуостров Аляска, САЩ. Намира се на около 470 km югозападно от Анкъридж, най-големия град на щата. Формиран е при първото си изригване през 1912 година, което е най-силната вулканична ерупция за 20 век. При нея той произвежда огромно количество риолитова тефра и вулканична пепел. Създава известната Долина на десетте хиляди пушека, покрита изцяло с пластове вулканична пепел. Изригването е по-голямо от всички други исторически изригвания в Аляска, взети заедно. Силата му е 30 пъти по-голяма от ерупцията на връх Света Елена през 1980 и три пъти по-силна от тази на Пинатубо през 1991 година.
В началото никой не знае със сигурност кой от многото вулкани на полуостров Аляска е изригнал и всички смятат, че това е Катмай. Чак около 40 години по-късно се доказва, че силната ерупция е от новообразувалия се вулкан Новарупта.

## Описание
Вулканът Новарупта се намира на 4 km зад фронта на близките стратовулкани Тридент и Катмай на Алеутската планинска верига. Между Тридент и Новарупта се простират дълги линейни пукнатини. Височината му е 841 метра, а върхът завършва с калдера. Във фуниевидния плиниански пирокластичен отдушник се намира лавов купол с височина 65 метра и диаметър 400 m. Повърхността на купола е напълно разрушена, покрита с хаотични блокове и брекчи. Изглежда като запушалка в центъра на изхвърлените от изригването пръст и пепел. Склоновете на близките планини показват значителни слягания след 1912 г.

## Изригване през 1912
Сутринта на 6 юни 1912 година, изригването на вулкана е предшествано от много силни, плитки земетресения. В отдалечени сеизмични станции са регистрирани приблизително 50 земетресения, от които 14 удара с магнитуд от 6,0 до 7,0 по скалата на Рихтер. Ерупцията започва със силен взрив, който изхвърля огромен облак от пепел към небето. Изригването е от ултра плиниански тип, с вулканичен експлозивен индекс 6,2. В атмосферата са изхвърлени риолитова лава и пепел, които покриват 5000 km2 площ с дебелина не по-малка от 30 cm. Лавата е с високо съдържание на SiO2, а по повърхността се наслагват пемза, слепени парчета туф и пепел. През следващите 60 часа следват още 2 взрива, които изпращат големи колони от тефра и газ високо в атмосферата. Изхвърлени са общо 29 km3 материали, от които 11 km3 игнимбрит, а киселинните дъждове се изливат в диаметър от над 600 km. Околните земи са опустошени, а изхвърленият материал покрива цялата област.
Населението в град Джуно, на около 1200 km от вулкана, чува звука на взрива един час, след като е настъпил. Жителите на село Кодиак, на около 170 km от вулкана, са сред първите, които осъзнават сериозността на това изригване. Шумът от взрива и визуалното въздействие на пепелния облак, издигнал се на височина от 32 километра, са ужасяващи. Само след няколко часа започва да пада вулканична пепел и натрупва дебела покривка. Продължава да се сипе през следващите три дни, покривайки селището до 30 cm в дълбочина. Дишането на хора и животни е силно затруднено, очите сълзят, водата става негодна за пиене, радиокомуникациите са прекъснати, а слънчевата светлина е напълно блокирана. Много сгради се срутват от теглото на тежката пепел, засипала покривите им.
Биологичното и екологично въздействие е опустошително. Мечките и други големи бозайници са заслепени от гъстата пепел, много от тях умират от глад, защото голям брой растения и дребни животни са унищожени. Птиците, заслепени и покрити с вулканична пепел, падат на земята, загиват дори и комарите в региона. Водните организми и сьомгата измират в задръстените от пепел води. Риболовната промишленост на югозападна Аляска е опустошена чак до 1919 година.

### Вулканична пепел и серен диоксид
Веднага след силния взрив, над върха се издига облак вулканична пепел, достигащ височина от 32 километра. Той е поет от вятъра и понесен на изток, изминавайки стотици километри. В рамките на няколко часа пепелта започва да се сипе върху село Кодиак, на 170 km югоизточно от вулкана, стига до Ванкувър в Канада и Сиатъл в САЩ. На следващия ден преминава над източния щат Вирджиния. Когато изригването спира на 9 юни, пепелта е разнесена по цяла Южна Аляска, по-голямата част от Западна Канада и няколко американски щата. След това ветровете продължават да я сипят из цяла Северна Америка, а на 17 юни тя достига до Алжир и Африка.
Почти сто години по-късно, учените обръщат внимание, че Новарупта е близо до Северния полярен кръг и неговото въздействие върху климата е доста по-различно от това на тропическите вулкани. Когато един вулкан изригне, той бълва облаци от пепел, които могат да скрият определена област от слънчевата светлина и да я охладят в продължение на няколко дни.
Освен пепел, Новарупта изхвърля и серен диоксид. В момент, когато изригването е вертикално, той се изстрелва с голяма сила високо в стратосферата и стига повече от 16 километра над Земята. Там реагира с водните пари и образува сулфатни аерозоли. Тъй като тези аерозоли се движат над височината на дъждовните облаци, те не могат да бъдат отмити. Там те отразяват слънчевата светлина и бавно охлаждат земната повърхност.
Моделът GISS на НАСА за климатичните изменения вследствие вулканични изригвания показва, че за разлика от тропическите вулкани, аерозолите от арктически изригвания, като това на Новарупта, са склонни да останат на север от 30-ия градус и не се разнасят по на юг. Така южната континенталната част на САЩ или Европа остават незасегнати. В действителност, те продължават много бавно да се смесват с останалата част от атмосферата и да въздействат върху температурата на районите под тях.

### Пирокластични потоци
На полуострова тежки пирокластични потоци помитат всичко на над 20 километра надолу по долината на Найф Криик (Knife Creek) и горното течение на река Укак. Те изцяло запълват с пепел V-образната долина на Найф Криик, превръщайки я в широка равнина. Горещи, сиво-розови лахари буквално протичат по склона, и в комбинация със сипещата се пепел, запълват долината с многометров слой, който постепенно застива на повърхността. Част от водите на река Укак и нейните притоци се изпарява под горещата „броня“, а останалото количество съществува вече само като фонтани от пара (фумароли).

### Долината на десетте хиляди пушека
Когато изригването свършва, се появява най-широката долина в света, запълнена с твърди депозити, състоящи се основно от пемза и фрагменти, образувани от втвърдения материал, депозиран от пирокластичните потоци. Те обхващат площ от над 120 km2, а дълбочината им близо до източника достига над 200 метра. В продължение на десетилетие от пукнатините се издигат многобройни фумароли с висока температура, които изнасят продукти, богати на метали.
След изригването Националното географско дружество на САЩ изпраща няколко експедиции до Аляска, за да се проучат резултатите от изригването и да се опишат вулканите на полуострова. Четири от тях са под ръководството на американския биолог Робърт Фиск Григс.
През 1916 година членовете на полевата експедиция, ръководена от него, наблюдават от Аляскинския хребет удивително зрелище. Долината на Найф Криик вече е безплодна, изравнена и изпълнена с лека, песъчлива пепел, все още гореща в дълбочина. Изпод земята, в огромната долина, ширнала се пред тях, със силно пращене и свистене, се издигат хиляди струи дим. Спускайки се надолу, учените установяват, че това въобще не е дим, а от пукнатините се издигат многобройни фумароли. Григс нарича това място Долината на десетте хиляди пушека и я изучава в продължение на 4 години.

### Калдерата на Катмай и лавовият купол на Новарупта
Изригването е толкова мощно, че новият вулкан изтегля по подземни пукнатини голямо количество магма от няколко камери, разположени под върха на близкия вулкан Катмай. Старите брекчи, лава и кал от Катмай се смесват с пемзата от Новарупта. Това нарушава равновесието и в резултат връх Катмай, който се намира на около 10 km от Новарупта, губи опората си и пропада. Горните няколкостотин метра се срутват навътре и надолу в магмената камера и повличат около 2 km3 материал. Този срив създава днешната калдера на Катмай, с около 3 km диаметър и над 250 метра дълбочина.
Това е причината, поради която първите изследователи приемат, че изригването става от Катмай, тъй като вулканът видимо е намалил височината си. По-близки наблюдения от експедиции, дислоцирани в зоната на удара, не са били възможни и затова тази заблуда съществува почти 40 години. Едва през 1950-те години изследователите разбират, че пепелта и пирокластичният поток са най-дебели в областта на Новарупта. Това откритие доказва че Новарупта, а не Катмай е вулканът, избухнал с такава сила през 1912.
В края на изригването съществуващият малък лавов купол в калдерата на Новарупта, с височина 65 и ширина 400 метра, се издига нагоре и стига на височина 841 m. Намира се във фуниевидна калдера с ширина 2 km и дълбочина 600 m.

## Последствия
Влиянието върху околната среда не се прекратява със спиране на изригването. След него се зараждат различни по размер лахари – бързотечаща смес от вода, кал и скални отломки. Най-големите се появяват няколко години след самата ерупция. Огромен лахар с ширина 10 km прегражда река Катмай в района на каньона и тя остава блокирана от големия обем отломки в продължение на три години. Тогава, след интензивно снеготопене, водата е отприщена и предизвиква голямо наводнение. Село Катмай е унищожено напълно, голям брой дървета са изкоренени и повлечени надолу. Обемът на водата е толкова голям, че дълбочината ѝ в наводнения район стига до 3 метра.

## Проучвания
Работата на терен не е възобновена до 1953 година, когато вече има световни постижения във физическата вулканология и химическата петрология. Правят се проучвания на депозитите от 1912 година и е изяснена последователността на събитията. Постепенно изригването на Новарупта се превръща в едно от най-добре изучените в света.
Продуктите от изригването са описани подробно, включително 8 слоя отлагания в целия регион, 9 епизода на изхвърляне на пепел и 3 лавови купола, формирани при пирокластичните експлозии. Направени са петроложки проучвания на последователността на отлагане на депозитите близо до Новарупта и пепелните слоеве в село Кодиак, намиращо се на 170 km по посока на вятъра. Отчетени са по три епизода на час от пепелно отлагане, което дава възможност да се приемат някои основни ограничения за времето на еруптивните събития.